# Quimera (álbum)
Quimera es el primer álbum de estudio de la cantautora, compositora y artista plástica española Alba Reche. Se estrenó el 25 de octubre de 2019 bajo el sello discográfico de Universal Music Group. El álbum, bajo la dirección musical de Ismael Guijarro entre otros, incluye 11 temas inéditos ambientados en la mitología griega. La Academia Latina de Artes y Ciencias de la Grabación, en la 21ª entrega anual de los Premios Latin Grammys, nominó a Quimera en la categoría «Mejor Ingeniería de Grabación para un Álbum».

## Antecedentes
Tras finalizar como segunda clasificada en la décima edición del programa de talentos de TVE, Operación Triunfo 2018, la cantante española empezó a trabajar en el desarrollo de su primer trabajo discográfico junto al sello de Universal Music, en su subdivisión en España. 
En las entrevistas de promoción del disco, Alba Reche revelaba que su primer trabajo discográfico tendría como hilo conductor la mitología, y que cada canción plasmaría historias y sentimientos con los que ella puede identificarse.  En el mismo mes de su lanzamiento, previamente la artista española presentaba los sencillos de «medusa» y «caronte» que mostrarían esta temática mitológica que envolvería al álbum. Quimera en su primera semana consiguió debutar en tercera posición en las listas de ventas en España y en segunda posición en las listas de streaming en España.
El 16 de octubre de 2019 fueron reveladas la portada y la fecha de lanzamiento del álbum por la misma artista española en sus redes sociales. La portada fue realizada por Joan Casado y Ale Lanoix.

## Promoción

### Sencillos
La promoción empezó el 13 de septiembre de 2019, cuando Reche, de forma inédita, presentó su primer sencillo, «medusa» , en el «Coca-Cola Music Experience (CCME)», el festival de música que organizó la marca Coca-Cola en Madrid. El 1 de octubre de 2019 de forma oficial anuncia el lanzamiento del sencillo en las plataformas oficiales a través de sus redes sociales. El sencillo debutó en las listas de las plataformas digitales en la posición número 1.
A mediados de octubre de 2019, Alba Reche también anuncia a través de sus redes sociales el lanzamiento de su segundo sencillo, «caronte», el cual fue estrenado en todas las plataformas digitales el 18 de octubre de 2019.  La promoción de este sencillo fue llevaba a cabo con actuaciones en distintos programas de televisión como la 'Gala de Fin de Año de 2019' de TVE y programas de radio como Vodafone Yu, dónde la artista interpretó la versión acústica del sencillo. El sencillo consiguió también debutar en primera posición en las listas de las plataformas digitales.
El 3 de abril de 2020 la artista ilicitana anuncia el videoclip del tercer y último sencillo de su álbum debut, «quimera», sencillo que comparte nombre con el álbum. Anteriormente a la publicación del videoclip, Alba ya presentó el sencillo en una actuación en la Gala Benéfica Anual de la Fundación Lucha contra el Sida, <<People in Red>>, llevaba a cabo el 18 de noviembre de 2019 en Madrid.
Para completar la etapa de este primer disco, la artista anunciaba que de forma digital lanzaría un EP, Sobre Quimera, que recogería los temas acústicos de «niña», «aura» y «quimera» grabados en el Museo Reina Sofía.

### Gira musical
El 2 de noviembre de 2019, Alba Reche anunciaba la gira de Quimera Tour , con 11 fechas iniciales, para la promoción del álbum a través de sus redes sociales. La gira dio comienzo con dos conciertos los días 21 y 22 de diciembre de 2019 (ambos con agotados) en su ciudad natal, Elche, y finalizó en Valencia el 15 de octubre de 2020, que se reprogramó a una fecha diferente de la inicial marcada debido a la pandemia del Covid-19.
El 30 de junio de 2020, Reche presentaba una gira acústica de verano, Sobre Quimera. Estas seis nuevas fechas, con un formato acústico totalmente diferente a la gira principal debido a la pandemia del Covid-19, se sumarían a Quimera Tour en la promoción a Quimera.

## Listado de canciones
| quimera |           |                                                                                             |                                             |          |  |
| N.º     | Título    | Escritor(es)                                                                                | Productor(es)                               | Duración |  |
| 1.      | «quimera» | Alba Martínez Reche, Ainoa Buitrago Delgado                                                 | Ismael Guijarro                             | 3:08     |  |
| 2.      | «caronte» | Alba Martínez Reche, Álvaro Gandul García                                                   | Ismael Guijarro                             | 3:10     |  |
| 3.      | «asteria» | Alba Martínez Reche, Gonzalo Hermida, Mateus Magalhaes de Seabra, Rodrigo Silvério do Carmo | Stego, Redmojo                              | 2:42     |  |
| 4.      | «aura»    | Alba Martínez Reche, Ismael Guijarro Hidalgo                                                | Ismael Guijarro                             | 4:24     |  |
| 5.      | «niña»    | Alba Martínez Reche                                                                         | Ismael Guijarro                             | 2:47     |  |
| 6.      | «lux»     | Alba Martínez Reche, Ismael Guijarro, Carla Hidalgo                                         | Ismael Guijarro                             | 2:19     |  |
| 7.      | «hestia»  | Alba Martínez Reche, Filipe Survival, Diogo Guerra, Luis Frochoso                           | Filipe Survival, Jose Diogo Guerra, Redmojo | 2:55     |  |
| 8.      | «inanna»  | Alba Martínez Reche, Victor Mirallas, Adrià Domènech Fernández                              | Innercut, Vic Mirallas                      | 2:39     |  |
| 9.      | «eco»     | Alba Martínez Reche, Martín Muñoz Aguirre                                                   | Mon Dvy                                     | 3:14     |  |
| 10.     | «medusa»  | Alba Martínez Reche, Mirallas, Pablo Lugilde, Alejandro Lamas, Juancho Marqués              | Lowlight                                    | 2:43     |  |
| 11.     | «ares»    | Alba Martínez Reche, Carla Hildalgo, Ismael Guijarro                                        | Ismael Guijarro                             | 3:20     |  |

## Lanzamiento y Posicionamiento en listas
| Región | Fecha                 | Formato              | Discográfica    |
| ------ | --------------------- | -------------------- | --------------- |
| Mundo  | 25 de octubre de 2019 | CD, descarga digital | Universal Music |

| Listas (2019)       | Mejor posición |
| ------------------- | -------------- |
| España (PROMUSICAE) | 3              |
| España (PROMUSICAE) | 2              |

## Premios
| Año  | Premio                | Categoría                                   | Resultado |
| ---- | --------------------- | ------------------------------------------- | --------- |
| 2020 | Premios Grammy Latino | Mejor Ingeniería de Grabación para un álbum | Nominado  |